# 폴리크라테스 (아테네)
폴리크라테스(Polycrates, 약 기원전 440년 ~ 기원전 370년)는 고대 아테네에서 활동하던 수사학자, 변론자이다.
이른바 〈소크라테스의 고소문〉의 작자로서 폴리크라테스는 이 고소문을 이미 소크라테스가 기원전 399년 처형된 몇 년 후 허구로 세간에 유포시킴으로써, 당시의 아테네에서 활동하던 소크라테스의 제자와 친구들 그리고 그를 시기하던 사람들 사이에 적지 않은 물의를 일으킨 것으로 유명하다.